# Metujská
Metujská je ulice v Kyjích a Hloubětíně na Praze 14. Začíná na ulici Tálinské, vede mírně esovitě na sever a má slepé zakončení, dále lze na Slévačskou projít jen pěšky. Větší část ulice je v katastrálním území Kyje, pouze západní strana krátkého úseku na sever od Hůrské patří k Hloubětínu. Podle mapy z geoportalpraha.cz však končí na Hůrské, v takovém případě by se v katastrálním území Hloubětína vůbec nenacházela. Ulici od severu postupně protíná Hůrská, Hejtmanská, dále do ní ústí Vranovská, potom ji protíná Sklenská, Želivská a Černičná. V úseku mezi Želivskou a Černičnou je zákaz vjezdu motorových vozidel. Ulice vede po svahu Lehovce ke Kyjskému ve výšce od zhruba 255 do 220 metrů nad mořem.

## Historie a názvy
Do roku 1968, kdy byly Kyje připojeny k Praze, se nazývala Konsumní, a to pravděpodobně kvůli konzumu (obchodu). Poté byla nazvána podle řeky Metuje, levostranného přítoku Labe u Jaroměře v severovýchodních Čechách. Vedle například Rochovské, Oborské, Krylovecké nebo Kardašovské patří do velké skupiny ulic na východě Hloubětína a v sousedních Kyjích, jejichž názvy připomínají vodstvo (řeky a rybníky).

## Zástavba
Zástavbu tvoří především jednopatrové rodinné domy a vily se zahradami. Pouze v hloubětínském úseku je větší bytový dům na adrese Slévačská 752/36. Ten byl na počátku 21. století[kdy?] přestavěn z původního domu služeb se samoobsluhou, restaurací, zdravotním střediskem, kulturní místností a komunálními službami, který byl postaven primárně pro obyvatele sídliště Lehovec a částečně stojí netypicky nad vozovkou ulice Slévačská.

## Budovy a instituce
- Správa majetku Praha 14, a. s., Metujská 907. Tato organizace byla založena v roce 1997 městskou částí Praha 14 za účelem správy jejího bytového i nebytového fondu. Na adrese se také nachází Dům na půli cesty.